# Isabella di Valois (regina d'Inghilterra)
Isabella di Valois (Parigi, 9 novembre 1389 – Blois, 13 settembre 1409) è stata una principessa francese e regina d'Inghilterra.

## Biografia
Era figlia del re Carlo VI di Francia e di Isabella di Baviera.
Nelle sue vene scorreva quindi il sangue delle dinastie Valois e Wittelsbach.
Isabella visse durante la Guerra dei Cent'anni, periodo fitto di tensioni politiche e belliche fra Francia e Inghilterra.
Il 31 ottobre 1396, all'età di soli sei anni, venne data in sposa al re Riccardo II d'Inghilterra, vedovo in seguito alla morte di Anna di Boemia, sua prima moglie, morta nel 1394 senza eredi. Nonostante il matrimonio fosse solo una mossa politica, effettuata nella speranza di una pace con la Francia, il re e la sua giovanissima moglie avevano un rapporto di mutuo rispetto. Quando Riccardo andò in Irlanda per una campagna militare, Isabella fu ospitata al castello di Porchester per assicurarle maggiore protezione. Di ritorno in Inghilterra il re fu imprigionato e assassinato e il nuovo sovrano, Enrico IV, le impose di sposare il figlio, il futuro Enrico V. Isabella, vedova a soli dieci anni e addolorata per la morte del marito, impose il proprio volere e rifiutò decisamente il matrimonio, ottenendo il ritorno in patria.
Il 29 giugno 1406, a sedici anni, venne data in moglie a suo cugino undicenne Carlo d'Orleans a Compiègne. Gli diede una figlia, Giovanna, ma morì di infarto subito dopo aver partorito:  aveva solo diciannove anni. Il suo corpo fu inumato a Blois, nella cattedrale di St. Laumier. Nel 1624 le spoglie, curiosamente avvolte in bende di lino coperte di mercurio, furono dissotterrate e traslate a Parigi.

## Discendenza
Diede al secondo marito una figlia sola:
- Giovanna (Blois, 1409 - Abbazia di St.Aubin-d'Angers, 1432), che sposò il duca Giovanni II d'Alençon.

## Ascendenza
|                                   |                       |                           | Genitori                |  |  | Nonni |  |  | Bisnonni               |  |  | Trisnonni             |  |
|                                   |                       |                           |                         |  |  |       |  |  | Giovanni II di Francia |  |  | Filippo VI di Francia |  |
|                                   |                       |                           |                         |  |  |       |  |  | Giovanni II di Francia |  |  | Filippo VI di Francia |  |
|                                   |                       | Giovanna di Borgogna      |                         |  |  |       |  |  | Giovanni II di Francia |  |  |                       |  |
| Carlo V di Francia                |                       |                           |                         |  |  |       |  |  | Giovanni II di Francia |  |  |                       |  |
|                                   |                       | Bona di Lussemburgo       | Giovanni I di Boemia    |  |  |       |  |  |                        |  |  |                       |  |
|                                   |                       | Bona di Lussemburgo       | Giovanni I di Boemia    |  |  |       |  |  |                        |  |  |                       |  |
|                                   |                       | Bona di Lussemburgo       | Elisabetta di Boemia    |  |  |       |  |  |                        |  |  |                       |  |
| Carlo VI di Francia               |                       | Bona di Lussemburgo       |                         |  |  |       |  |  |                        |  |  |                       |  |
|                                   |                       | Pietro I di Borbone       | Luigi I di Borbone      |  |  |       |  |  |                        |  |  |                       |  |
|                                   |                       | Pietro I di Borbone       | Luigi I di Borbone      |  |  |       |  |  |                        |  |  |                       |  |
|                                   |                       | Pietro I di Borbone       | Marie d'Avesnes         |  |  |       |  |  |                        |  |  |                       |  |
| Giovanna di Borbone               |                       | Pietro I di Borbone       |                         |  |  |       |  |  |                        |  |  |                       |  |
|                                   |                       | Isabella di Valois        | Carlo di Valois         |  |  |       |  |  |                        |  |  |                       |  |
|                                   |                       | Isabella di Valois        | Carlo di Valois         |  |  |       |  |  |                        |  |  |                       |  |
|                                   |                       | Isabella di Valois        | Mahaut di Châtillon     |  |  |       |  |  |                        |  |  |                       |  |
| Isabella di Valois                |                       | Isabella di Valois        |                         |  |  |       |  |  |                        |  |  |                       |  |
|                                   | Stefano II di Baviera | Ludovico il Bavaro        |                         |  |  |       |  |  |                        |  |  |                       |  |
|                                   | Stefano II di Baviera | Ludovico il Bavaro        |                         |  |  |       |  |  |                        |  |  |                       |  |
|                                   | Stefano II di Baviera | Beatrice di Slesia-Glogau |                         |  |  |       |  |  |                        |  |  |                       |  |
| Stefano III di Baviera-Ingolstadt | Stefano II di Baviera |                           |                         |  |  |       |  |  |                        |  |  |                       |  |
|                                   |                       | Isabella d'Aragona        | Federico III di Sicilia |  |  |       |  |  |                        |  |  |                       |  |
|                                   |                       | Isabella d'Aragona        | Federico III di Sicilia |  |  |       |  |  |                        |  |  |                       |  |
|                                   |                       | Isabella d'Aragona        | Eleonora d'Angiò        |  |  |       |  |  |                        |  |  |                       |  |
| Isabella di Baviera               |                       | Isabella d'Aragona        |                         |  |  |       |  |  |                        |  |  |                       |  |
|                                   |                       | Bernabò Visconti          | Stefano Visconti        |  |  |       |  |  |                        |  |  |                       |  |
|                                   |                       | Bernabò Visconti          | Stefano Visconti        |  |  |       |  |  |                        |  |  |                       |  |
|                                   |                       | Bernabò Visconti          | Valentina Doria         |  |  |       |  |  |                        |  |  |                       |  |
| Taddea Visconti                   |                       | Bernabò Visconti          |                         |  |  |       |  |  |                        |  |  |                       |  |
|                                   |                       | Regina della Scala        | Mastino II della Scala  |  |  |       |  |  |                        |  |  |                       |  |
|                                   |                       | Regina della Scala        | Mastino II della Scala  |  |  |       |  |  |                        |  |  |                       |  |
|                                   |                       | Regina della Scala        | Taddea da Carrara       |  |  |       |  |  |                        |  |  |                       |  |
|                                   |                       | Regina della Scala        |                         |  |  |       |  |  |                        |  |  |                       |  |